# Epicosymbia dentisignata
Epicosymbia dentisignata är en fjärilsart som beskrevs av Walker 1862. Epicosymbia dentisignata ingår i släktet Epicosymbia och familjen mätare. Inga underarter finns listade i Catalogue of Life.